# Alfred Weber (homme politique)
Alfred Weber, né le 19 novembre 1923 à Linthal et décédé le 26 mars 2015 à Altdorf, était une personnalité politique suisse membre du Parti radical-démocratique (PRD).

## Biographie
Fils d'un maître tisserand, Alfred Weber effectue des études de droit et obtient en 1951 son brevet d'avocat et de notaire, profession qu'il exerce à Altdorf. Membre du Parti radical-démocratique (PRD), il est actif à tous les niveaux politiques. À l'échelon communal, il est vice-président de la commune d'Altdorf de 1955 à 1958. Au niveau cantonal, il siège successivement au Grand Conseil de 1952 à 1958 et au Conseil d'État de 1958 à 1976. Il préside le Conseil d'État en 1964-1966 et en 1968-1970. À l'échelon fédéral enfin, il siège au Conseil national de 1963 à 1979. Il accède à la présidence du Conseil national en 1970-1971. Après sa carrière politique, Alfred Weber préside l'Organisation des suisses de l'étranger (1976-1981) et le Touring Club Suisse (1981-1986).